# Bunocephalus knerii
Bunocephalus knerii е вид лъчеперка от семейство Aspredinidae. Видът не е застрашен от изчезване.

## Разпространение и местообитание
Разпространен е в Бразилия, Еквадор, Колумбия и Перу.
Обитава сладководни басейни, пясъчни дъна на реки и потоци.

## Описание
На дължина достигат до 13 cm.